# ويبر (وحدة)
ويبر weber (تلفظ أحيانا «فيبر» حسب اللفظ الألماني) هي إحدى وحدات القياس الدولي وهي وحدة قياس التدفق المغناطيسي. والويبر هو قيمة التدفق المغناطيسي عندما يخترق مجال مغناطيسي شدته 1 تسلا عموديا سطح ما مساحته 1 متر مربع.
والوحدة مشتقة من اسم العالم الألماني فلهيلم إدوارد فيبر.
ويبر = {\displaystyle {\dfrac {{\mbox{kg}}\cdot {\mbox{m}}^{2}}{{\mbox{s}}^{2}\cdot {\mbox{A}}}}}
ويبر = فولت.ثانية {\displaystyle ({\mbox{V}}\cdot {\mbox{s}})}
الويبر الواحد =1 تسلا. m2
الويبر الواحد = = 108 ماكسويل

## علاقة عامة
1 ويبر = ماكسويلV·s = 1 T·m2 = 1 J/A = 108